# Ringwall Laar
Der Ringwall Laar, auch Laarer Wand genannt, ist der Rest einer im 9. Jahrhundert erbauten Spornburg bei Laar, einem Stadtteil von Zierenberg im nordhessischen Landkreis Kassel (Deutschland).

## Geographische Lage
Der Burgstall befindet sich etwa 4,5 km nördlich der Kernstadt Zierenberg im Naturpark Habichtswald und rund 500 m nordöstlich des Schlosses Laar. Er liegt östlich oberhalb vom Tal des Diemel-Zuflusses Warme auf etwas mehr als 280 m ü. NHN im Wald, auf einem westlichen Sporn des maximal 336,6 m hohen Hagen.
Die einstige Burg kann von der zwischen Zierenberg und Obermeiser vorbei am Weiler Laar führenden Landesstraße 3211 auf einem etwa 800 m langen Wander- und Waldweg erreicht werden, der 100 m östlich der Warme vom Fulda-Diemel-Weg, einem Wanderweg zwischen den Flüssen Fulda im Osten und Diemel im Nordwesten, nach Nordosten abzweigt und im Bogen den Berg hinauf führt.

## Anlage
Bei der ehemaligen Burganlage, von der heute nur noch Reste der Wallanlagen erhalten sind, handelte es sich um eine Wallburg mit mächtigem Vorwall und ehemals gemörteltem Innenbering. Die Anlage wurde vermutlich durch König Otto I. im Jahre 938 zerstört, als er bei der Niederschlagung des von Herzog Eberhard von Franken angeführten Fürstenaufstands mit seinem Heer von der Eresburg abmarschierte.
In den Jahren 1937/38 wurden Ausgrabungen vor Ort durchgeführt. Interessanterweise sprach im Jahre 1902, ehe man gegraben und tiefer geforscht hatte, die „Kommission zur Erforschung vorgeschichtlicher bzw. frühmittelalterlicher Befestigungen in Hessen“ von der „Sachsenburg bei Laar“.